# Leucania yukonensis
Leucania yukonensis är en fjärilsart som beskrevs av George Francis Hampson 1911. Leucania yukonensis ingår i släktet Leucania och familjen nattflyn. Inga underarter finns listade i Catalogue of Life.